# Mike Conley
Michael Alexander (Mike) Conley (Chicago, 5 oktober 1962) is een Amerikaanse oud-atleet, die gespecialiseerd was in het hink-stap-springen. Hij behoorde in de jaren tachtig en begin jaren negentig van de 20e eeuw tot de wereldtop. Hij werd olympisch kampioen, wereldkampioen en meervoudig Amerikaans kampioen in deze discipline. Zijn pr van 17,76 m is nog altijd het geldende Amerikaanse indoorrecord (peildatum april 2025). Ook was hij een sterk atleet in het verspringen, getuige zijn bronzen medaille op het WK 1983 in Helsinki.

## Loopbaan
Conley, die in zijn highschooltijd een uitstekend basketballer was, stapte over op atletiek toen hij ging studeren aan de universiteit van Arkansas. Hiervoor veroverde hij negenmaal een verspring- en hink-stap-springtitel bij de Universiteitskampioenschappen (NCAA). Hij ontwikkelde zich in die periode tot een atleet, die beide springonderdelen perfect wist te combineren en in staat was, om zijn beste sprong voor het laatst te bewaren.
Op de Olympische Spelen van 1984 in Los Angeles won Mike Conley een zilveren medaille bij het hink-stap-springen. Deze plaats behaalde hij ook op de wereldkampioenschappen in 1987. Aan de Olympische Spelen van 1988 in Seoel kon hij wegens een blessure niet deelnemen.
Hierna pakte hij de draad weer op en kwam sterker terug dan ooit door brons te winnen op het WK 1991 en goud op de Olympische Spelen van 1992 in Barcelona. Opvallend was hier, dat hij in zijn laatste poging tot 18,17 m kwam, 20 cm voorbij het bestaande wereldrecord van Willie Banks. De rugwind was op het moment van zijn sprong echter 2.1 m/s, 0.1 m/s voorbij de limiet. Een jaar later veroverde hij op de wereldkampioenschappen in Stuttgart op dit onderdeel bovendien de wereldtitel.
Tegenwoordig is Mike Conley als trainer voor het hink-stap-springen werkzaam.

## Titels
- Olympisch kampioen hink-stap-springen - 1992
- Wereldkampioen hink-stap-springen - 1993
- Wereldindoorkampioen hink-stap-springen - 1987, 1989
- Amerikaans kampioen verspringen - 1985
- Amerikaans indoorkampioen verspringen - 1985, 1986
- Amerikaans kampioen hink-stap-springen - 1987, 1988, 1989, 1993, 1994, 1995
- Amerikaans indoorkampioen hink-stap-springen - 1985, 1986, 1987, 1989, 1992
- NCAA-kampioen verspringen - 1984, 1985
- NCAA-indoorkampioen verspringen - 1984, 1985
- NCAA-kampioen hink-stap-springen - 1984, 1985
- NCAA-indoorkampioen hink-stap-springen - 1983, 1984, 1985

## Persoonlijke records
Outdoor
| Onderdeel          | Prestatie | Datum        | Plaats      |
| ------------------ | --------- | ------------ | ----------- |
| 200 m              | 20,21 s   | 1985         |             |
| verspringen        | 8,46 m    | 4 mei 1996   | Springfield |
| hink-stap-springen | 17,87 m   | 27 juni 1987 | San José    |

Indoor
| Onderdeel          | Prestatie | Datum            | Plaats   |
| ------------------ | --------- | ---------------- | -------- |
| verspringen        | 8,31 m    | 16 februari 1986 | Rosemont |
| hink-stap-springen | 17,76 m   | 27 februari 1987 | New York |

## Palmares

### verspringen
- 1983:  WK - 8,12 m
- 1985:  Wereldbeker - 8,20 m
- 1985:  Grand Prix Finale - 8,22 m
- 1985:  Memorial Van Damme - 8,24 m
- 1987: 8e WK - 8,10 m
- 1989:  WK indoor - 8,11 m
- 1989:  Grand Prix Finale - 8,12 m
- 1993: 7e Grand Prix Finale - 7,79 m

### hink-stap-springen
- 1983:  Universiade - 17,20 m (wind)
- 1983: 4e WK - 17,13 m
- 1984:  OS - 17,18 m
- 1985:  Wereldbeker - 17,49 m
- 1985:  Memorial Van Damme - 17,11 m
- 1986:  Goodwill Games - 17,69 m
- 1986:  Grand Prix Finale - 17,59 m
- 1987:  WK indoor - 17,54 m
- 1987:  Pan-Amerikaanse Spelen - 17,31 m (wind)
- 1987:  WK - 17,67 m
- 1989:  WK indoor - 17,65 m
- 1990:  Goodwill Games - 17,48 m
- 1990:  Goodwill Games - 16,82 m
- 1991:  WK - 17,62 m
- 1992:  OS - 18,17 m (wind)
- 1993:  WK - 17,86 m
- 1994:  Goodwill Games - 17,25 m
- 1994:  Goodwill Games - 17,68 m
- 1996: 6e OS - 17,40 m

1896: James Connolly ·
1900: Meyer Prinstein ·
1904: Meyer Prinstein ·
1908: Tim Ahearne ·
1912: Gustaf Lindblom ·
1920: Vilho Tuulos ·
1924: Nick Winter ·
1928: Mikio Oda ·
1932: Chuhei Nambu ·
1936: Naoto Tajima ·
1948: Arne Åhman ·
1952: Adhemar da Silva ·
1956: Adhemar da Silva ·
1960: Józef Szmidt ·
1964: Józef Szmidt ·
1968: Viktor Sanjejev ·
1972: Viktor Sanjejev ·
1976: Viktor Sanjejev ·
1980: Jaak Uudmäe ·
1984: Al Joyner ·
1988: Christo Markov ·
1992: Mike Conley ·
1996: Kenny Harrison ·
2000: Jonathan Edwards ·
2004: Christian Olsson ·
2008: Nelson Évora ·
2012: Christian Taylor ·
2016: Christian Taylor ·
2020: Pedro Pablo Pichardo ·
2024: Jordan Díaz
1983 Zdzisław Hoffmann ·
1987 Christo Markov ·
1991 Kenny Harrison ·
1993 Mike Conley ·
1995 Jonathan Edwards ·
1997 Yoelbi Quesada ·
1999 Charles Friedek ·
2001 Jonathan Edwards ·
2003 Christian Olsson ·
2005 Walter Davis ·
2007 Nelson Évora ·
2009 Phillips Idowu ·
2011 Christian Taylor ·
2013 Teddy Tamgho ·
2015 Christian Taylor ·
2017 Christian Taylor ·
2019 Christian Taylor ·
2022 Pedro Pablo Pichardo ·
2023 Hugues Fabrice Zango
- Gemeinsame Normdatei: 1129984206
- World Athletics: 14235199
- Virtual International Authority File: 3218149235093576690008